# Hypocrita bicolora
Hypocrita bicolora är en fjärilsart som beskrevs av Sulzer 1776. Hypocrita bicolora ingår i släktet Hypocrita och familjen björnspinnare. Inga underarter finns listade i Catalogue of Life.

## Bildgalleri

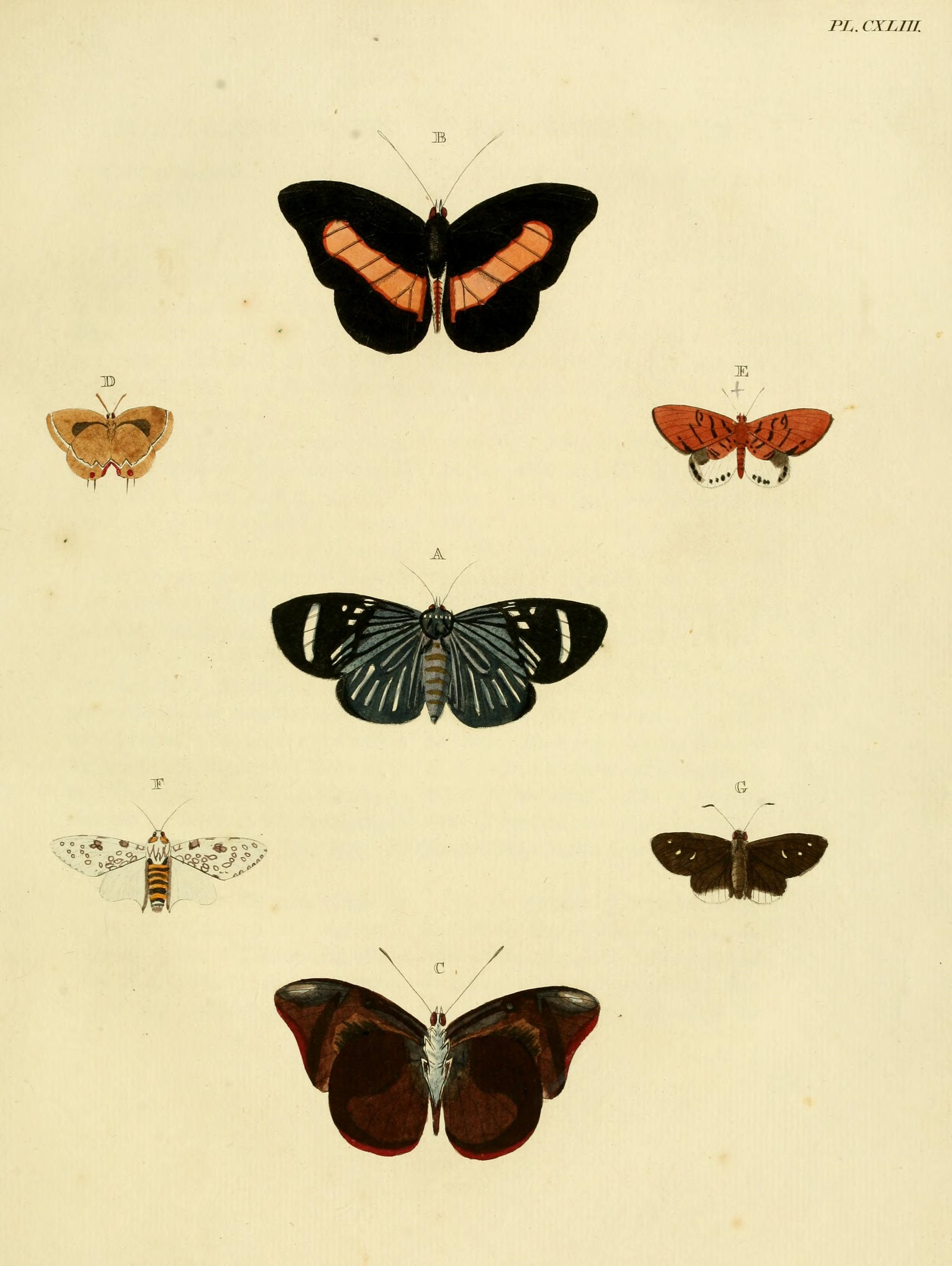